# 유니몬
유니몬(UNIMON)은 디지몬 시리즈에서 등장하는 가공의 생명체이자, 성숙기이다. 필살기는 천국의 응징이다.

## 소개
유니콘과 페가수스의 모습을 한 디지몬이다.